# Brama Będkowska

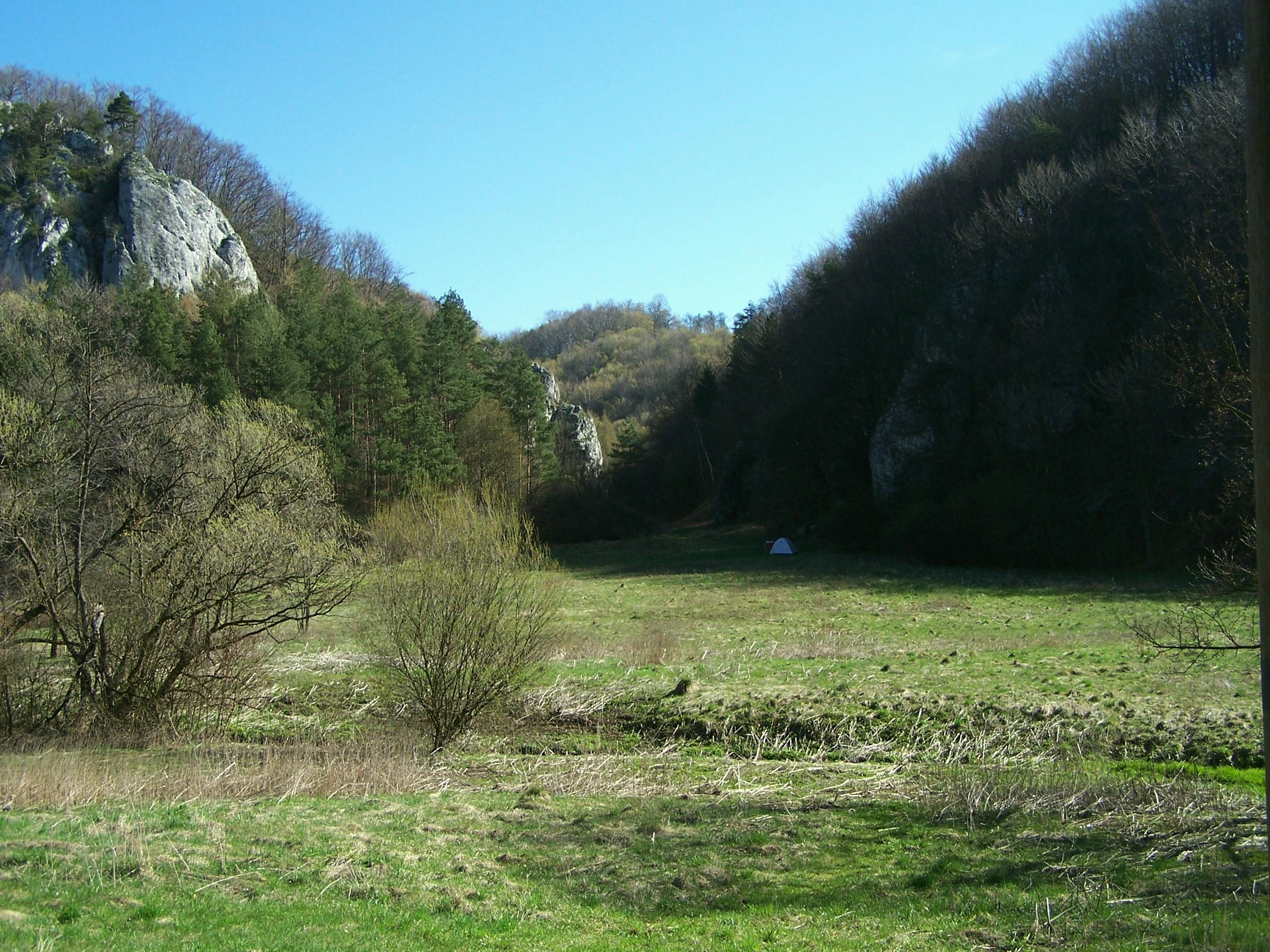
Brama Będkowska i wylot Wąwozu Będkowickiego

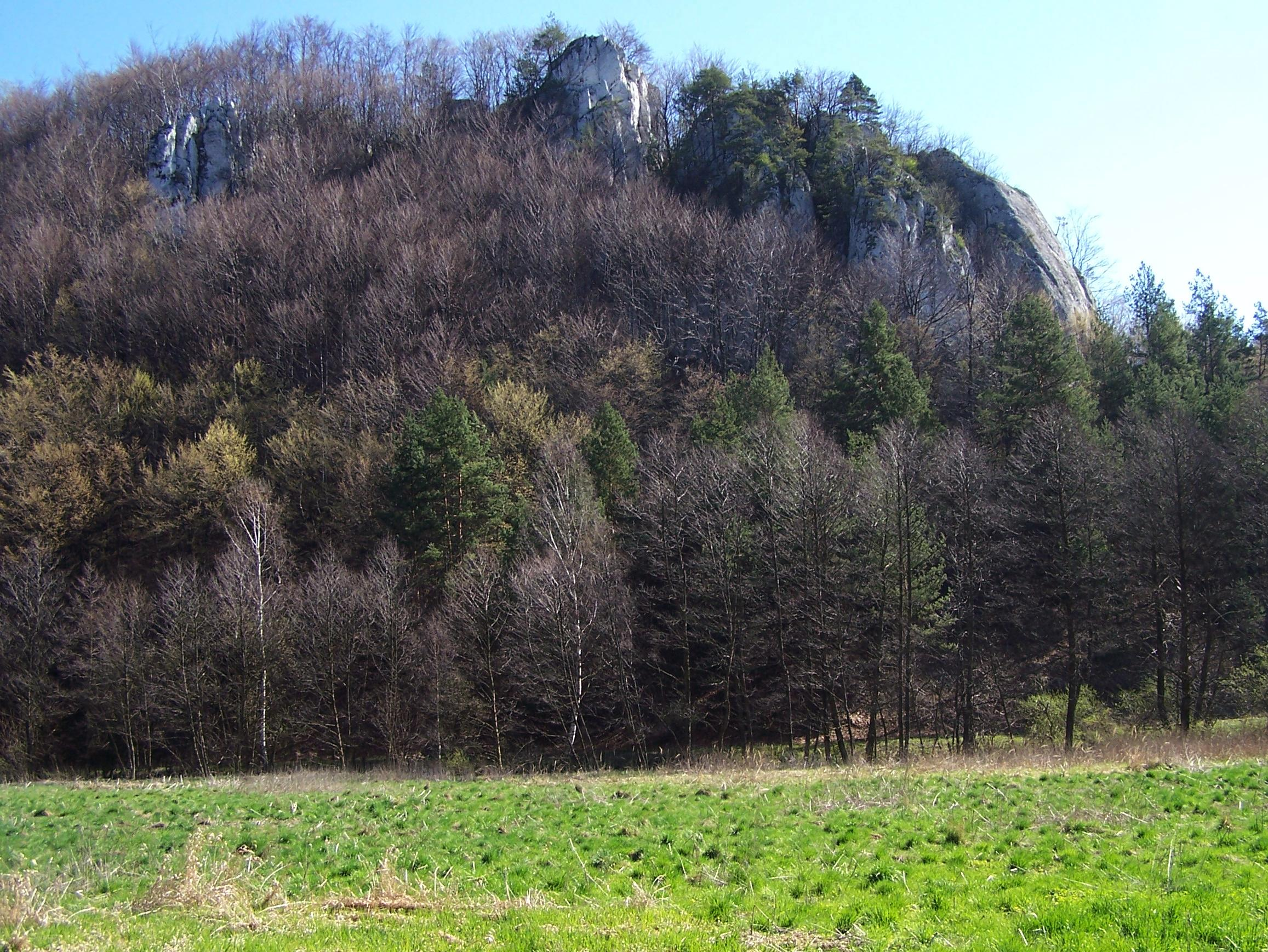
Zachodnie zbocza Bramy Będkowskiej

Brama Będkowska – jedna z wielu tzw. bram skalnych na Wyżynie Krakowsko-Częstochowskiej. Znajduje się na wschodnich zboczach Doliny Będkowskiej, zamykając z obu strony wylot Wąwozu Będkowickiego w granicach wsi Będkowice w województwie małopolskim, w powiecie krakowskim, w gminie Wielka Wieś. Bramę Będkowską tworzą trzy skały:
- Narożniak znajdujący się u podnóży południowej strony wylotu Wąwozu Będkowickiego,
- Rotunda znajdująca się u północnych podnóży wylotu tego wąwozu, ale nieco cofnięta,
- Pytajnik wznoszący się w północnej części wylotu wąwozu, wysoko na szczycie zbocza[3].

Skały te są obiektem wspinaczki skalnej.
Zainstalowane w ramach projektu Małopolski Szlak Geoturystyczny obok potoku Będkówka płynącego dnem doliny tablice informują o genezie powstania takich bram. Według opisu, opracowanego przez specjalistów z AGH w Krakowie, bramę tworzą wapienie skaliste bardziej odporne na wietrzenie. Największą rolę w powstaniu bram odegrała erozja. Skały wapienne rozpuszczały się głównie wzdłuż powierzchni spękań ciosowych, gdyż takimi spękaniami głównie transportowana była woda z wyższych partii do dna doliny. W dalszych etapach do głosu dochodzą zjawiska krasowe oraz obrywanie się skał ze stromych stoków. Końcowym etapem jest właśnie brama skalna.

## Szlaki turystyki pieszej
Dolina Będkowicka – Brama Będkowska – Wąwóz Będkowicki– Będkowice – Dolina Kobylańska – Kobylany